# Tiroler Landeskonservatorium
Tiroler Landeskonservatorium – państwowe konserwatorium muzyczne z siedzibą w Innsbrucku. Zał. w 1812, dyrektor Nikolaus Duregger.

## Znani nauczyciele i uczniowie
- Florian Bramböck(inne języki)
- Manu Delago
- Hans Eibl
- Bernhard Gander(inne języki)
- Stefan Hackl
- Franz Kinzl
- Martin Lichtfuss(inne języki)
- Michael Mader(inne języki)
- Robert Riegler(inne języki)
- Hans Schneider (wydawca)
- Edgar Seipenbusch(inne języki)
- Michael Stern(inne języki)

## Strony internetowe
- Tiroler Landeskonservatorium. tirol.gv.at. [zarchiwizowane z tego adresu (2008-10-15)].